# Hackington
Hackington é uma vila semi-rural que fica ao  norte de Canterbury no condado de Kent,Inglaterra .